# Västra Kapprovinsen
Västra Kapprovinsen (afrikaans: Wes-Kaap, xhosa: Ntshona-Koloni, engelska: Western Cape) är en provins i södra Sydafrika. Den omfattar det sydvästliga hörnet av landet, vid Godahoppsudden, och har kust både mot Indiska oceanen och mot Atlanten. Den har en yta på 129 370 km² och 5 278 585 invånare (2007). Huvudstad är Kapstaden. Västra Kapprovinsen bildades 1994 genom delning av den tidigare Kapprovinsen.

## Natur

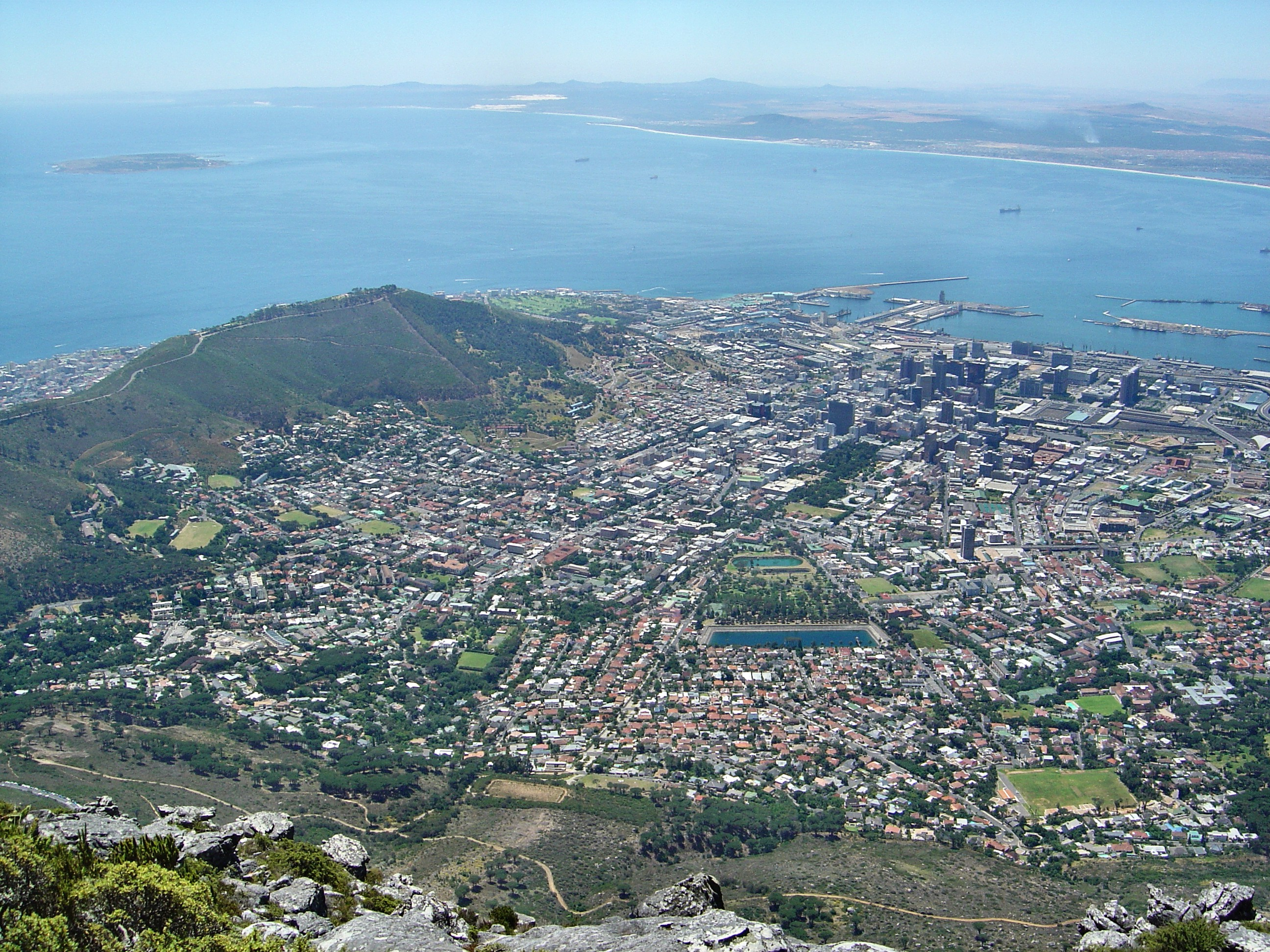
Kapstaden och Robben Island sedda från Taffelberget.

Den norra delen av provinsen består av det halvtorra Karroo, som avgränsas av Langeberge i syd och Nuweldberge i norr. Bergen stupar brant nedåt mot söder. Söder och väster om Karro ligger en smal kustslätt. Kring Kapstaden och längst i öst är det bergigare. Provinsen dräneras av flera mindre floder. Kap Agulhas är Afrikas sydligaste punkt. Till de viktiga platserna i Västra Kapprovinsen hör, förutom huvudstaden Kapstaden, Stellenbosch, Godahoppsudden, Kaphalvön och Agulhas.

## Befolkning
Vid folkräkningen 2001 fördelade sig befolkningen på 55 procent färgade och asiater, 27 procent svarta och 18 procent vita. De dominerande språken i Västra Kapprovinsen är afrikaans, xhosa och engelska. Provinsen är mest tätbefolkad längs kusten i sydväst och söder, medan det i inlandet finns stora områden med liten eller ingen bosättning. Cirka 85 procent bor i urbana områden. År 2008 låg arbetslösheten  i provinsen på 17 procent (2008).

## Näringsliv
Västra Kapprovinsen har ett varierat näringsliv med betoning på lantbruk. Där odlas stora mängder vete, alfalfa, hö, frukt (äpplen, päron, persikor och aprikos) och vindruvor. Västra Kapprovinsen är den viktigaste producenten av frukt och vin i hela Sydafrika och Kapstaden är hela Sydafrikas ekonomiska centrum. Fårhållning med stor ullproduktion. Skogsbruk och fiske har också stor betydelse. I industrin framställs konserver och andra matvaror, drycker, textiler, konfektion och skor, bilar, bildäck, konstgödsel, läkemedel, m.m.